# Mireia Borrás
Mireia Borrás Pabón (14 de outubro de 1986) é uma política espanhola e deputada no Congresso dos Deputados de dezembro de 2019 até agosto de 2023, pelo partido Vox. Em julho de 2024, tomou posse como eurodeputada no Parlamento Europeu.

## Biografia
Licenciada em Economia e Jornalismo, com mestrado em Finanças pela Universidade Carlos III de Madrid e mestrado em Gestão de Negócios da Moda, graças a uma bolsa em 2015 do Centro Superior de Diseño de Madrid. Foi também consultora em duas das quatro Big Four, primeiro na KPMG Espanha e depois na Ernst & Young (EY) em Londres, colaborando também como consultora freelance em projetos de impacto social, e fundou duas empresas relacionadas com tecnologia e sustentabilidade. Borrás é também acionista da GoiPlug, que detém 51% das ações do grupo, empresa dedicada ao fabrico de baterias portáteis ecológicas. O seu compromisso com a proteção ambiental tem sido muitas vezes apontado porque poderia contradizer a negação do Vox sobre as mudanças climáticas, mas Mireia não comentou sobre isso, e só participou de eventos como o Vox. Participou na Conferência das Nações Unidas sobre as Mudanças Climáticas 2019, mas sem fazer declarações.

Foi eleita para o Congresso dos Deputados nas eleições gerais espanholas de novembro de 2019 pelo Vox, representando o distrito eleitoral de Madrid.